# San Juan (Pamplona)

Ubicació de San Juan

San Juan (en basc Donibane) és un barri de la ciutat de Pamplona, capital de la Comunitat Foral de Navarra. Té una població de 21.258 habitants (cens de 2008). Limita al nord amb el riu Arga, al sud amb Ermitagaña i Iturrama, a l'est amb la ciutadella de Pamplona i el parc de la Taconera i a l'oest amb Berichitos. Es troba a l'oest del centre de la ciutat i forma part del Tercer Eixample de Pamplona.

## Història
Molt abans que les cases d'Eguaras existien quantitat de petites cases; gairebé totes elles amb horta. El nucli el componien quatre carreteres que eren Passeig de San Juan (conegut popularment com la longaniza) la carretera de Barañáin, la carretera del cementiri i la de la Granja.
Les seves primeres cases van ser les d'"Eguaras", a finalitats dels anys 50 del passat segle i les dels carrers Martín de Azpilcueta i San Alberto Magno, poc després. El barri es va començar a construir en la dècada dels seixanta sobre camps de cultius i alguns edificis d'una o dues plantes disseminats per una àmplia zona al voltant dels antics camins de Barañáin i d'Azella.
En el seu terme, va estar fins a gairebé el final de la dècada dels seixanta, l'antic camp de futbol de l'Osasuna, anomenat Camp de San Juan per aquesta causa.
L'època en la qual es va desenvolupar el barri, de ràpida expansió urbanística, va fer que es construís en blocs i torres d'habitatges amb pocs espais lliures que conformin places en el sentit tradicional. No obstant això, la qualitat de la construcció i de la urbanització en general, és bona i de fet, constitueix un dels barris més puixants de la ciutat.

## Llocs d'interès

### Edificis
- Torre d'Erroz (1964). Edifici en el límit a l'est del barri, al costat de l'antiga Circumval·lació. Obra dels arquitectes Javier Guibert i Fernando Redón, és un dels exemples més importants de l'arquitectura dels anys 60 a Pamplona.

- Monestir de Fitero 24 (1971). Torre concebuda com a "fita urbana", al final del barri, cap al nord-oest. Projectat per J. Capdevila i Estanislao de la Quadra Salcedo.

### Parc Yamaguchi
Situat en l'extrem oest del barri, entre els barris de San Juan i Ermitagaña. És un ampli parc, d'inspiració japonesa i fet per japonesos, dedicat a una de les ciutats agermanades de Pamplona: Yamaguchi. Té un aire Oriental inconfusible.
Va ser inaugurat en 1997, amb més de 85.000 metres quadrats, on hom hi pot veure: plantes autòctones, barrejades amb elements orientals, tals com una azumaya (caseta de fusta sobre un estany), una platja o suhama, ponts (yatsubashi), un geiser enmig del llac, que arriba als 20 metres, i una cascada o taki.
Aquí aquesta el planetari de Pamplona, amb una cúpula per admirar els estels, de les més grans d'Europa.

## Comunicacions
Línies del Transport Urbà Comarcal que comuniquen el barri amb la resta de la ciutat i la Conca de Pamplona.
| Línia    | Trajecte                                                   | Horari        | Freqüència |
| -------- | ---------------------------------------------------------- | ------------- | ---------- |
| Línia 7  | Villaga- Txantrea-Barañain                                 | 06:25 - 22:30 | 10-12´     |
| Línia 8  | Pl. Blanca de Navarra – Buztintxuri                        | 06:38 - 22:36 | 12´        |
| Línia 9  | RENFE - UPNA                                               | 06:32 - 22:36 | 12´        |
| Línia 10 | Beloso Alto – Orcoyen                                      | 06:30 - 22:35 | 30´        |
| Línia 12 | Ermitagaña-Mendillorri                                     | 06:30 - 22:30 | 10 ´       |
| Línia 19 | Carrer Monte Monjardin - Barañain                          | 06:30 - 22:22 | 15´        |
| Línia 24 | Circular Mercadillo Landaben                               | SS            | SS         |
| Línia N7 | Ps. Sarasate – San Jorge – Txantrea – C. Cortes de Navarra | 23:00 - 0:10  | 35´        |
| Línia N9 | Ps. Sarasate – Orcoyen                                     | SS            | SS         |